# Noumory Keïta
Noumory Keita (Bamako, 26 giugno 2001) è un pallavolista maliano, opposto del Verona.

## Carriera

### Club
La carriera di Noumory Keïta inizia nella stagione 2018-19 al Mladi Radnik, militante nella Superliga serba: resta nella stessa divisione anche per l'annata successiva, vestendo però la maglia del Niš.
Per il campionato 2020-21 si trasferisce in Corea del Sud, ingaggiato dai KB Stars, in V-League, dove resta per due annate, ricevendo diversi premi individuali, tra cui ben sei riconoscimenti come MVP, e riuscendo a mettere a segno 57 punti in una sola partita. È in Italia per disputare l'annata 2022-23 con il Verona, in Superlega.

### Nazionale
Nel 2017 ottiene le prime convocazioni nella nazionale del Mali.

## Palmarès

### Premi individuali
- 2021 - V-League: MVP 1º round
- 2021 - V-League: Miglior opposto
- 2022 - V-League: MVP della Regular season
- 2022 - V-League: MVP 1º round
- 2022 - V-League: MVP 3º round
- 2022 - V-League: MVP 4º round
- 2022 - V-League: MVP 6º round
- 2022 - V-League: Miglior opposto